# Himantolophus danae
Himantolophus danae är en fiskart som beskrevs av Regan och Ethelwynn Trewavas 1932. Himantolophus danae ingår i släktet Himantolophus och familjen Himantolophidae. Inga underarter finns listade i Catalogue of Life.